# 眼睑

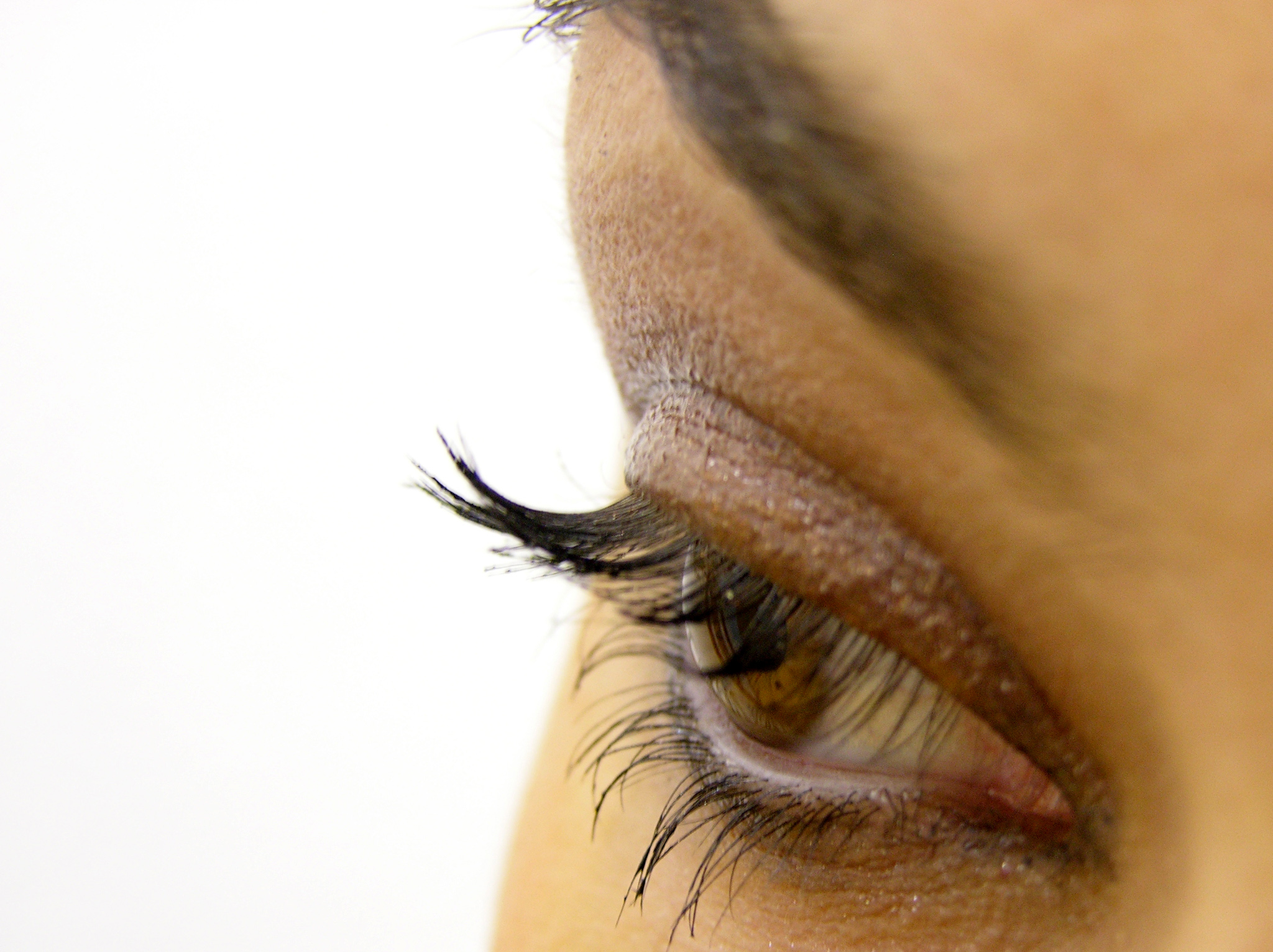
自然张开的欧洲女性眼睑，其上下睑均因化妆而涂上眼影

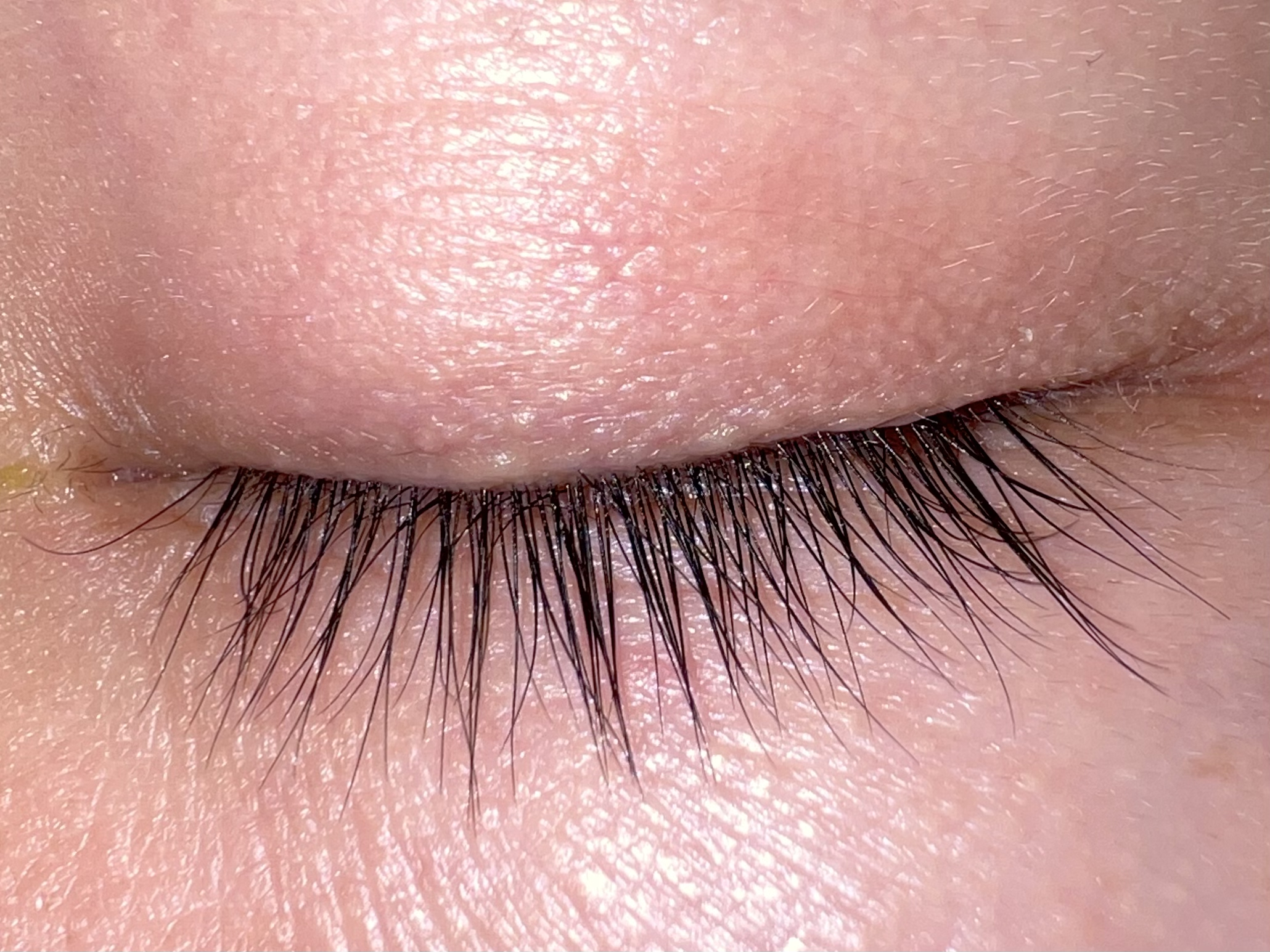
自然闭合的亚洲男性眼睑，其睑缘显示睫毛粗长症

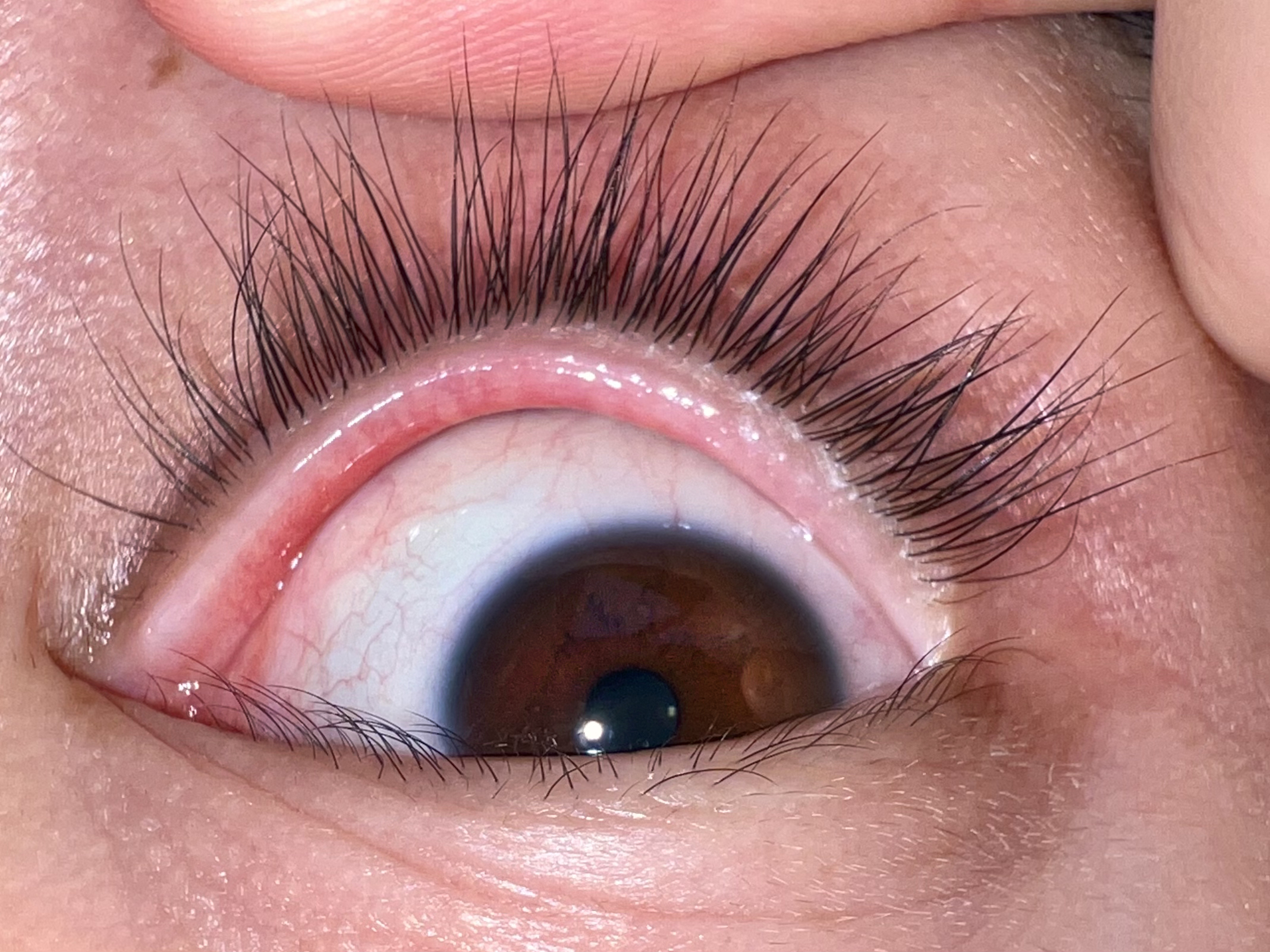
同一亚洲男性，眼睑拉开，显示导管开口于睑缘的睑板腺

眼睑（eyelid），通称眼皮，中医学里也称目胞，是覆盖并保护眼睛的一层薄皮肤。上睑提肌可随意或非随意的缩回眼睑，使角膜暴露在外而有视力。眼睑在眼球之外，属保护眼球的器官。

## 结构
眼睑分为上睑和下睑，分隔上下睑的裂缝称为睑裂。上眼皮也称眼泡。睁眼时上下睑分开，闭眼时上下睑贴合。上下眼睑的接合处，则称为眦，俗称眼角，靠近鼻侧的称“内眦”，靠近颞侧的称“外眦”。
眼睑面对外面的一侧为皮肤，贴近眼球的一侧为结膜，中间由皮下组织、肌层和睑板构成。上睑底部和下睑顶部称为睑缘，上面有2～3行睫毛。睫毛均向外弯曲，有阻止灰尘和减弱强光的作用。

## 不同生物的眼睑
部分鱼类和两生类及其馀的脊椎动物长有眼睑。无尾两生类、爬虫类、鸟类除有上眼睑和下眼睑外，还有一层透明的眼睑，称为瞬膜，也称为「第三眼睑」。多数哺乳动物的瞬膜已退化，但是具有发达的上下眼睑。